# Єнс Круппа
Єнс Круппа (нім. Jens Kruppa, 3 червня 1976) — німецький плавець.
Призер Олімпійських Ігор 2000, 2004 років.
Призер Чемпіонату світу з водних видів спорту 2001 року.
Призер Чемпіонату світу з плавання на короткій воді 1997 року.
Призер Чемпіонату Європи з водних видів спорту 1997, 2002 років.
Чемпіон Європи з плавання на короткій воді 1996, 1999, 2002 років, призер 1998 року.